# Nicolas Alfonsi
Pour les articles homonymes, voir Alfonsi.
Nicolas Alfonsi, né le 13 avril 1936 à Cargèse (Corse) et mort le 16 mars 2020 à Ajaccio (Corse-du-Sud), est un avocat et homme politique français, qui occupa notamment les fonctions de secrétaire de l'Assemblée nationale et vice-président de la commission des Lois du Sénat. 
Figure politique majeure de Corse-du-Sud membre du parti radical de gauche, connu pour son sens tactique et son opposition aux nationalistes, il exerce notamment les mandats de député (1973-1978 ; 1981-1988), de sénateur (2001-2014) de la Corse-du-Sud et de maire de Piana (1962-2001).

## Biographie
Avocat de profession, issu d'une famille de politiques, fils de Jean Alfonsi auquel Nicolas Alfonsi succède comme conseiller général et maire en 1962, élu député de la Corse-du-Sud en 1973, 1981 et 1986, il est secrétaire de l'Assemblée nationale en 1977 et 1978 et siège à la commission des Lois de celle-ci (1973-1978),. 
Il devient sénateur le 2 décembre 2001 sous l'étiquette du PRG. Il est réélu le 21 septembre 2008 au premier tour. Il occupe à ce titre les fonctions de vice-président de la commission des Lois du Sénat de 2008 à 2014. 
Il fut aussi président par intérim de l'Assemblée de Corse en 1998, par suite des problèmes de santé de Jean-Paul de Rocca Serra.
Il ne se représente pas lors des élections sénatoriales de septembre 2014.
Marié, il est père de trois enfants.
Il meurt de la maladie à coronavirus 2019 le 16 mars 2020.

## Détail des mandats
- Maire de Piana (1962-2001)
- Conseiller municipal de Piana de 2001 à 2020 (adjoint au maire à partir de 2014)
- Conseiller général de la Corse-du-Sud, élu dans le canton des Deux-Sevi (1962-2015)
- Premier vice-président du conseil général de la Corse-du-Sud
- Député français
  - de la 1re circonscription de la Corse-du-Sud (1973-1978 ; 1981-1986)
  - du département de la Corse du Sud (1986-1988)
- Député européen (1981-1984)
- Sénateur de la Corse-du-Sud (2001-2014)
- Premier vice-président de l'assemblée de Corse
- Conseiller à l'Assemblée de Corse
- Premier vice-président du conservatoire du littoral
- Président du conseil des rivages de la Corse

## Distinction
- Chevalier de l'ordre national de la Légion d'honneur (14 juillet 2015[6]).